# As Horas de Maria
As Horas de Maria é um filme português de longa-metragem de António de Macedo, de (1976). A obra, iconoclasta, cujos exteriores foram filmados em Fátima, foi alvo de críticas severas da hierarquia da Igreja católica e, quando saiu em sala, provocou reacções violentas e agressões dos meios mais conservadores da época. (Ver: Novo Cinema)
O filme teve ante-estreia em Lisboa no cinema Satélite a 7 de Junho e foi estreado no cinema Nimas a 3 de Abril de 1979.

## Sinopse
«Maria, uma jovem cega, supostamente violada pelo padrasto, é internada no pavilhão isolado e em ruínas dum hospício, mantendo firmemente a esperança de um milagre da Nossa Senhora de Fátima. Confiada por Ângela, sua tia freira, aos cuidados do Dr. Firmino, um médico impotente, terá momentos de desespero, graça e espanto – entre crenças, fantasmas e revelações…» (cit. José de Matos-Cruz, O Cais do Olhar – ed. Cinemateca Portuguesa, 1999.

## Enquadramento histórico
As Horas de Maria  é uma obra de valor simbólico, numa época de bruscas e dramáticas mutações em Portugal. No ano em que o filme foi produzido, 1976, não teria por certo acontecido o que aconteceu três anos mais tarde, quando estreou em Lisboa. A suposição não é sem fundamento. O recuo das forças progressistas da Revolução dos Cravos, num contexto social que lhes era desfavorável, fez-se sentir com avanços da direita em políticas em que muito recuara, como a cultura. A viragem foi rápida.
Na estreia, a 3 de Abril de 1979, um evento insólito deu relevo ao filme nos meios de comunicação e gerou considerável polémica: um grupo agressivo de manifestantes de direita, sentindo-se apoiados pelo repúdio já manifestado pela Igreja católica, que achava a obra blasfema, insultaram e agrediram espectadores em frente da sala – o Nimas, na Av.5 de Outubro, em Lisboa, – com actos violentos e apedrejamentos. O ritual manter-se-ia por vários dias, com agrupamentos a rezar o terço e a entoar ladainhas para a conversão de Macedo, dos espectadores contaminados, dos fãs heréticos.
A explicação do insólito é assim dada por João Bénard da Costa : «O realizador, baseado nos chamados Evangelhos apócrifos, propunha uma visão não trascendental de Jesus e punha em causa a virginidade de Maria». (João Bénard da Costa, Histórias do Cinema, Sínteses da Cultura Portuguesa, Europália 1991, ed. Imprensa Nacional).
Voltam ao de cima certas sensibilidades, próximas das que dominavam antes. O efeito que o filme provocou ilustra isso e não só: as bem prováveis consequências de um atrevimento assim. De mais um: a filmografia de Macedo está cheia disso.

## Ficha artística
- Irmã Ângela – Cecília Guimarães
- Maria – Eugénia Bettencourt
- Dr. Firmino – João d'Ávila
- Jesus / Tomé – Carlos Boavida Fernandes
- Simão Pedro – Leonel Brito
- Salomé – Filomena Augusta
- Judas o Galileu – Raul Mendonça
- Virgem Maria – Cremilde Mourão
- Judas Iscariote – Nuno Aboim
- Barrabás – José Manuel Bissau
- Mercador – João Roque
- Sebastião Nobre
- Joaquim de Matos
- José Mourato

## Festivais e prémios
- Festival de Lecce (Itália) – Menção Honrosa à Cinematografia
- Festival de Biarritz – Prémio da Interpretação Feminina  (Eugénia Bettencourt)